# ریچارد گی‌یر
ریچارد تیفانی گییر (به انگلیسی: Richard Tiffany Gere) (زادهٔ ۳۱ اوت ۱۹۴۹) بازیگر آمریکایی برندهٔ جایزه گلدن گلوب است. در سال ۱۹۹۹ نشریهٔ معروف مردم (People) ریچارد گییر را به‌عنوان «سکسی‌ترین مرد زندهٔ جهان» برگزید. این ستاره در مراسم اهدای جوایز اسکار در سال ۱۹۹۳ سیاست سرکوب‌گرایانهٔ چین در قبال تبت را به‌شدت مورد انتقاد قرار داد.
از جمله فیلم‌های معروف وی می‌توان به شیکاگو، زن زیبا، سامرزبای، بی‌وفا و هاچیکو اشاره کرد.

## ازدواج‌ها
ریچارد گیر ۴۰ سالگی را پشت سر گذاشته‌بود که با سیندی کرافورد، مدل و هنرپیشهٔ آمریکایی، آشنا شد. زندگی زناشویی این دو چهره چهار سال (۱۹۹۱ تا ۱۹۹۵) بیشتر طول نکشید. در سال ۱۹۹۶ ریچارد گیر با کاری لوول، بازیگر آمریکایی، که از جمله در فیلم جیمز باند؛ جواز قتل حضور داشته، نامزد کرد. این دو هنرپیشه در سال ۲۰۰۲ ازدواج کردند و پس از ۱۱ سال زندگی زناشویی از یکدیگر جدا شدند. ریچارد گیر و کاری لوول یک فرزند مشترک دارند که در سال ۲۰۰۰ زاده شده‌است.

## فیلم‌شناخت
- مایل‌ها دور از خانه (۱۹۸۸)
- زن زیبا (۱۹۹۰)
- سامرزبای (۱۹۹۳)
- دکتر تی و زنان (۲۰۰۰)
- بی وفا (۲۰۰۲)
- شیکاگو (۲۰۰۲)
- مایل هستید برقصیم؟ (۲۰۰۴)
- من آنجا نیستم (۲۰۰۷)
- آربیتراژ
- بهترین‌های بروکلین
- آملیا
- روزهای بهشت
- دومین هتل فوق‌العاده شگفت‌انگیز ماریگولد
- ترس کهن
- اولین شوالیه
- قدرت
- عروس فراری
- فیلم ۴۳
- یک افسر و یک جنتل‌من
- پادشاه داوود
- شغال
- کنسول افتخاری
- در جستجوی آقای گودبار
- تحلیل نهایی
- بی‌رحم
- هاچی: داستان یک سگ
- آقای جونز
- تقاطع
- گوشه قرمز
- فصل همایش
- پاییز در نیویورک
- نیکوکار
- پیشگویی‌های مرد شاپرکی
- جشن شکار
- شب‌ها در رودانته
- دوبل
- راپسودی در ماه اوت
- انجمن پنبه
- امور داخلی
- از نفس‌افتاده
- ژیگولوی آمریکایی